# 무르실리 1세
무르실리 1세(무르쉴리)는 히타이트 왕(제위 기원전 1620년~1595년)이었고 그의 전임자인 하투실리 1세의 손자였다. 그의 치세는 약간의 세부적인 것이 알려져 있는데 그는 알레포의 파괴와 바빌론의 약탈과 관련된 북 시리아 원정으로 제국내의 신뢰를 확보하였다. 바빌론 약탈은 그 도시에서 함무라비 계승자들의 지배를 종료시켰다. 무르실리가 그의 왕국으로 돌아왔을 때, 그는 그의 처남(또는 자형)에 의해 피살되었고 그가 한틸리 1세로 그를 계승하였다.
| 전임 하투실리 1세 | 제3대 히타이트 왕 기원전 1620년 - 기원전 1595년 | 후임 한틸리 1세 |